# 腔
腔（英文：melisma）是一个声乐音乐中的乐理概念，它是由歌词中同一个汉字或同一个音节所对应的多个音高不同的音所组成的。

## 中国传统音乐中的腔
中国传统声乐音乐中讲究依字行腔，意思是说腔的音高形状要与歌词的汉语声调的形状相同。例如普通话中，第一声（阴平）的字所对应的腔就应该是一个平着的、音高不变的音；第二声（阳平）的字所对应的腔就应该对应一个上行的音组——即，先有一个低一点的音，再有一个高一点的音；第三声（上声）的字所对应的腔就应该对应一个先向下再向上的音组——即，第二个音比第一个音低、第三个音比第二个音高；第四声（去声）的字所对应的字就应该是一个下行的音组——即，先高音、后低音。
与腔相对应的是调。如果我们把一个声乐旋律中的每一个字所对应的腔的最后一个音都保留下来，并去掉前边的装饰音，那么剩下的即是这段旋律的调。值得注意的是，这里所说的中国传统音乐理论中的调（约等于英语中的tune 但又不同）与西方音乐理论中所说的调式调性的调(key)是完全不同的两个概念。
中国传统声乐音乐中的词曲对应关系的另一条原则是依义行调，意思就是说音乐中的调，应当与语言学中的语调（intonation）相对应，也就是说被强调的字词应该对应比较高的音，疑问句的句尾应当向上扬，表示感慨的句子整体的调应当下行等等。
在中国传统乐理中，腔与调组合在一起便构成了曲，也就是西方乐理中旋律这一概念。

## 西方音乐中的腔
欧洲语言中没有声调，因此西方音乐中的腔(melisma)与歌词的读音没有必然的关系。有时，作曲家会用腔的形状来体现对应的歌词的含义，这被称作绘词法(word-painting)，例如颤抖（shake）一词可以对应一个颤音。
自新文化运动以来，中国开始引入大量西方音乐创作思想。歌词与旋律被分开，让两者更加独立于彼此，依字行腔原则与依义行调原则被抛弃，旋律不再需要按照歌词的声调及语调来创作，其目的是为了给予作曲家更多的创作自由、将作曲家从歌词的束缚中解放出来。这使得人们在第一次聆听一首新音乐时，如果不看歌词字幕，是很难完全听懂歌词的，即使按照歌词的前后文去猜，也经常会出现有歧义的句子，这是因为新音乐无法体现声调，而声调对于汉语的理解来说至关重要。